# Толыбеков, Сергали Еспембетович
Сергали Еспембетович Толыбеков (каз. Серғали Еспембетұлы Толыбеков; род. 9 марта 1907, Казалинский район, Кызылординская область, Казахская ССР — 22 июня 1995, Алма-Ата, Казахстан) — советский и казахстанский учёный—экономист, доктор экономических наук (1961), профессор (1962), член-корреспондент НАН РК (1962). Заслуженный деятель науки Казахской ССР.

## Биография
Родился 9 марта 1907 года в ауле Байкожа Казалинского района Кызылординской области.
В 1932 году окончил факультет экономики Казахский педагогический институт имени Абая по специальности учёный—экономист.
С 1932 по 1938 годы — Ассистент, доцент кафедры политической экономии Казахского педагогического института имени Абая.
С 1938 по 1940 годы — Директор Казахского педагогического института имени Абая.
С 1947 по 1950 годы — Директор Казахского педагогического института имени Абая.
С 1950 по 1952 годы — Заведующий кафедры Казахского педагогического института имени Абая.
С 1952 по 1963 годы — Директор Института экономики Академии наук Казахской ССР.
С 1959 по 1964 годы — Член Ученого совета по вопросам политической экономики Академии Наук СССР.
С 1963 по 1974 годы — Ректор Казахского педагогического института имени Абая.
С 1974  года до конца своей жизни работал советником-профессором Казахского педагогического института имени Абая.

## Научные, литературные труды
Сергали Толыбеков внес значительный вклад в развитие научных исследований по экономике, истории, а также в подготовку высококвалифицированных педагогических кадров и экономистов.
Автор научных трудов: «Общественно-экономический строй казахов 17-19 вв.»; «Экономическое развитие Казахстана накануне присоединения к России»; «Кочевое общество казахов в 17 — начале 20 вв.: политико-экономический анализ» и другие. С критической позиции оценивал труды Ермухана Бекмаханова и принимал активное участие в дискуссиях.
Сергали Толыбеков последние годы своей жизни занимался исследованием происхождения и родословий Казахского народа. В своей книге «Қазақ шежіресі», вышедшего в 1992 году приведены интересные факты по истории и родословий Казахского народа.

## Награды и звания
- Указом Президиума Верховного Совета СССР дважды награждён орденом «Трудового Красного Знамени»
- Награждён медалями СССР и Республики Казахстан.
- Почётная грамота Верховного Совета Казахской ССР.
- нагрудный знак «Отличник народного просвещения Казахской ССР» и др.